# 水尾震威宮
23°49′47″N 120°28′02″E / 23.829765°N 120.467341°E
水尾震威宮，是位於臺灣彰化縣溪州鄉水尾村的鍾馗廟，為大甲媽祖遶境回鑾停駕的廟宇。

## 鐘姓

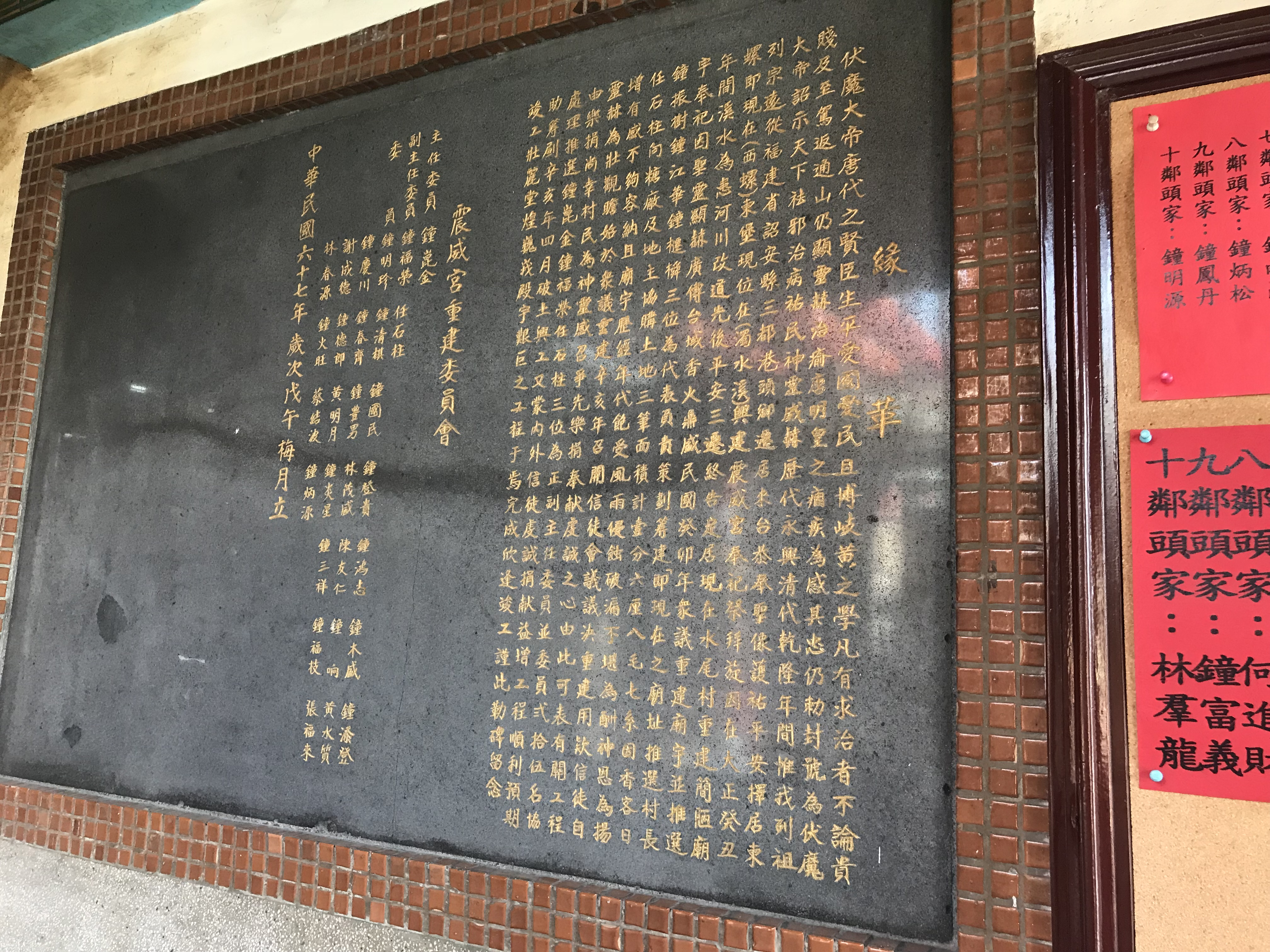
緣革寫為大正癸丑年（1913年）遷移，民國癸卯年（1963年）重建。

水尾聚落的鐘姓居民祖籍為福建詔安縣深橋鎮港頭村，約1736年到達臺灣。傳說港頭村有一支遷到彰化的子孫將村廟的鐘馗像藏在貨擔帶走，使得村廟只好供奉畫像。
在日治時期堤防工事完善前，水尾聚落飽受濁水溪氾濫，時常搬遷。直到1978年，水尾震威宮於今址重建。因村民受教育有限，沒有文字記錄當時村史，此村落除從福建祖廟供迎的鍾馗神像外，幾乎沒有歷史文物可以保存。
在2014年報導時，溪州鄉的水尾村住民，有超過八成的人姓鐘，以水尾震威宮為信仰中心 。
嘉義縣竹崎鄉復金村的鍾馗廟-光祿廟，也有鐘姓居民祭拜。

## 祭祀
農曆五月初三的鍾馗誕辰時，水尾村民都會為水尾震威宮辦理慶典，並舉行遶境祈福活動。光祿廟也以該日聖誕。至於雲林縣西螺鎮九隆里九隆路上的弓孝宮則以八月初三為聖誕。
廟內的鍾馗神像是來自詔安縣鍾氏祖廟，不會至臺灣任何廟宇進香。該神像的鬍鬚曾在2005年4月13日遭偷金牌的竊賊扯掉三分之一。廟內還祭祀新港奉天宮分靈的黑面媽祖神像、鹿港天后宮分靈的紅面媽祖神像，每年輪流去這兩座媽祖廟進香，如2005年輪到至鹿港天后宮進香。
大甲媽祖回鑾從西螺福興宮起駕後，會沿台1線去溪州鄉震威宮。當鑾駕到達西螺大橋北端時，即由此廟鍾馗神像親迎接進到廟內做客，兩神鑾轎並肩，信徒們蜂擁擠在廟口膜拜。水尾村民說大甲媽祖與震威宮鍾馗以「兄妹」尊稱。震威宮管理委員林權祥表示，是因為相傳濁水溪尚未搭建西螺大橋前，水尾村民會協助大甲媽祖鑾轎渡溪，雙方建立深刻情誼。早期媽祖回鑾到震威宮為黎明時刻，後來因鎮瀾宮增加其他遶境行程，導致現今鑾駕抵達的時間往前到半夜，不少人無法參與，熱鬧的氣氛不像當年。
據水尾村老一輩的村民表示，此廟只在建廟完成舉行建醮時，有過一次普渡儀式，主要邀請鬼魂一同慶祝啟用。在農曆七月時，震威宮不舉辦普度儀式，由村民在廟宇外準備供品祭祀，並會關起廟門以防鬼魂不敢前來。廟方也不會請普度公來押孤。

## 外部連結
- 水尾震威宮的Facebook專頁